# Stulík
Stulík (Nuphar) je rod nižších dvouděložných rostlin z čeledi leknínovité (Nymphaeaceae). Jsou to vytrvalé vodní byliny se žlutými květy a s listy podobnými leknínům. V České republice se vyskytují 2 druhy: stulík žlutý a stulík malý. Některé druhy se pěstují jako vodní okrasné rostliny či jako akvarijní rostliny.

## Popis

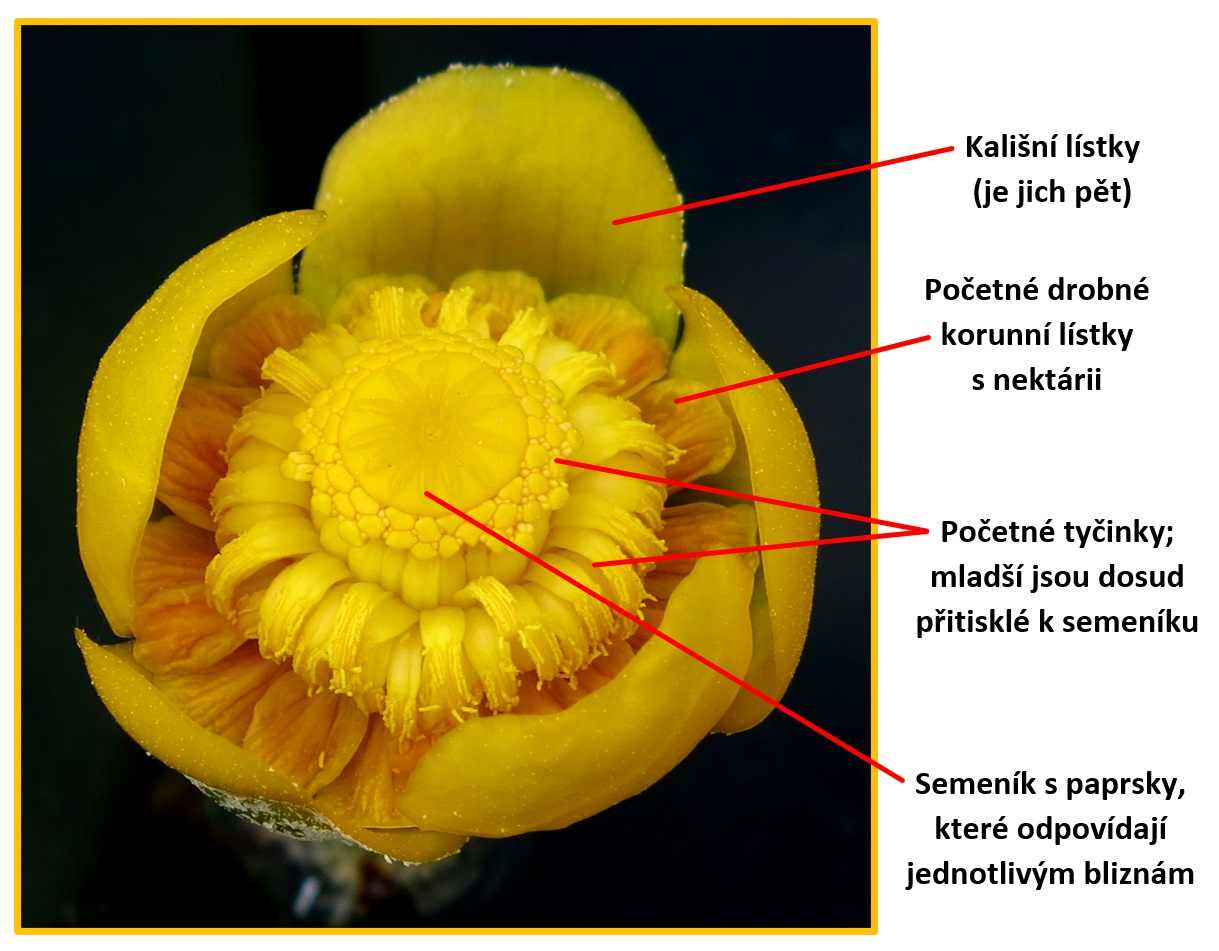
Stavba květu stulíku žlutého (Nuphar lutea)

Stulíky jsou vytrvalé vodní byliny s vidličnatě větveným plazivým oddenkem, kořenící ve dně. Listy jsou řapíkaté, jednoduché a celokrajné, s okrouhlou až čárkovitou, na bázi srdčitou čepelí. Žilnatina je primárně dlanitá a na rozdíl od leknínů nejsou postranní žilky pospojované sítí sekundárních žilek. Listy mohou být dvojtvárné, ponořené listy jsou krátce řapíkaté a tenké, zatímco plovoucí či vynořené listy jsou dlouze řapíkaté a tuhé. Květy plavou na hladině nebo vyčnívají z vody, jsou dlouze stopkaté, jednotlivé, oboupohlavné, pravidelné. Otevírají se ve dne. Kalich je vytrvalý a je složen z 5 až 9 nebo řidčeji až ze 12 lístků a funkčně nahrazuje redukovanou korunu. Z vnější strany je zelený nebo žlutý, na vnitřní straně žlutý až oranžový a často červeně žíhaný. Koruna je nenápadná, složená z mnoha spirálně uspořádaných lístků postupně přecházejících v tyčinky. Na vnitřní straně korunních lístků jsou okrouhlá nektária. Tyčinek je mnoho, mají řemenovité nitky a jsou přirostlé u báze semeníku. Semeník je svrchní, srostlý z většího počtu plodolistů a delší než okvětí. Blizny jsou přisedlé a srostlé v hladký nebo rýhovaný bliznový terč na vrcholu semeníku. Plodem je dužnatá zelená bobule se zachovalým bliznovým terčem. Plod je obklopen vytrvalým kalichem a dozrává na dlouhé stopce nad hladinou. Po dozrání opadává a puká na jednotlivé díly odpovídající plodolistům. Tyto díly posléze vyplouvají na hladinu i se semeny uloženými ve slizovité hmotě. Semena jsou vejcovitá, až 6 mm dlouhá, bez míšku.

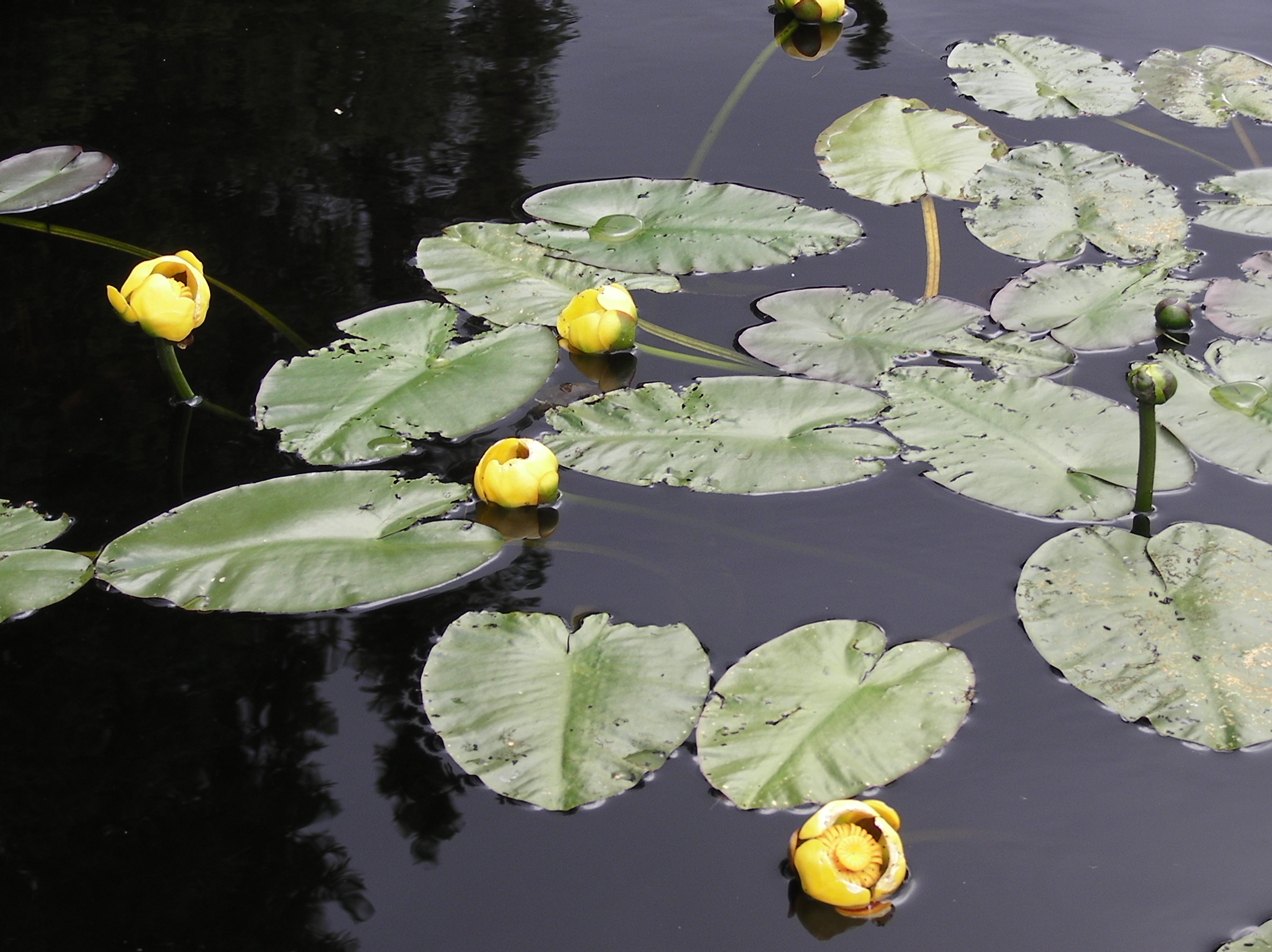
Stulík Nuphar variegata
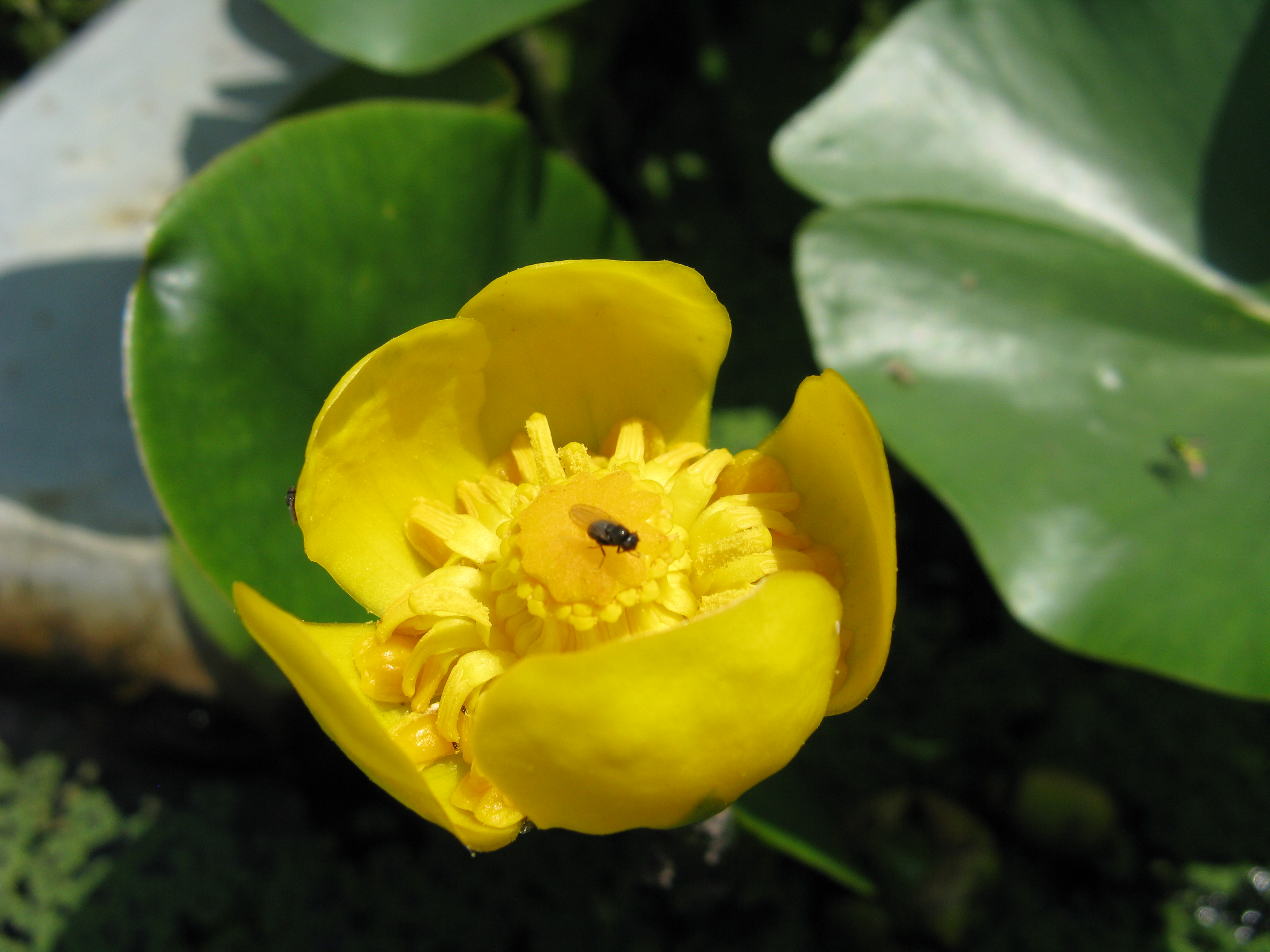
Detail květu stulíku malého
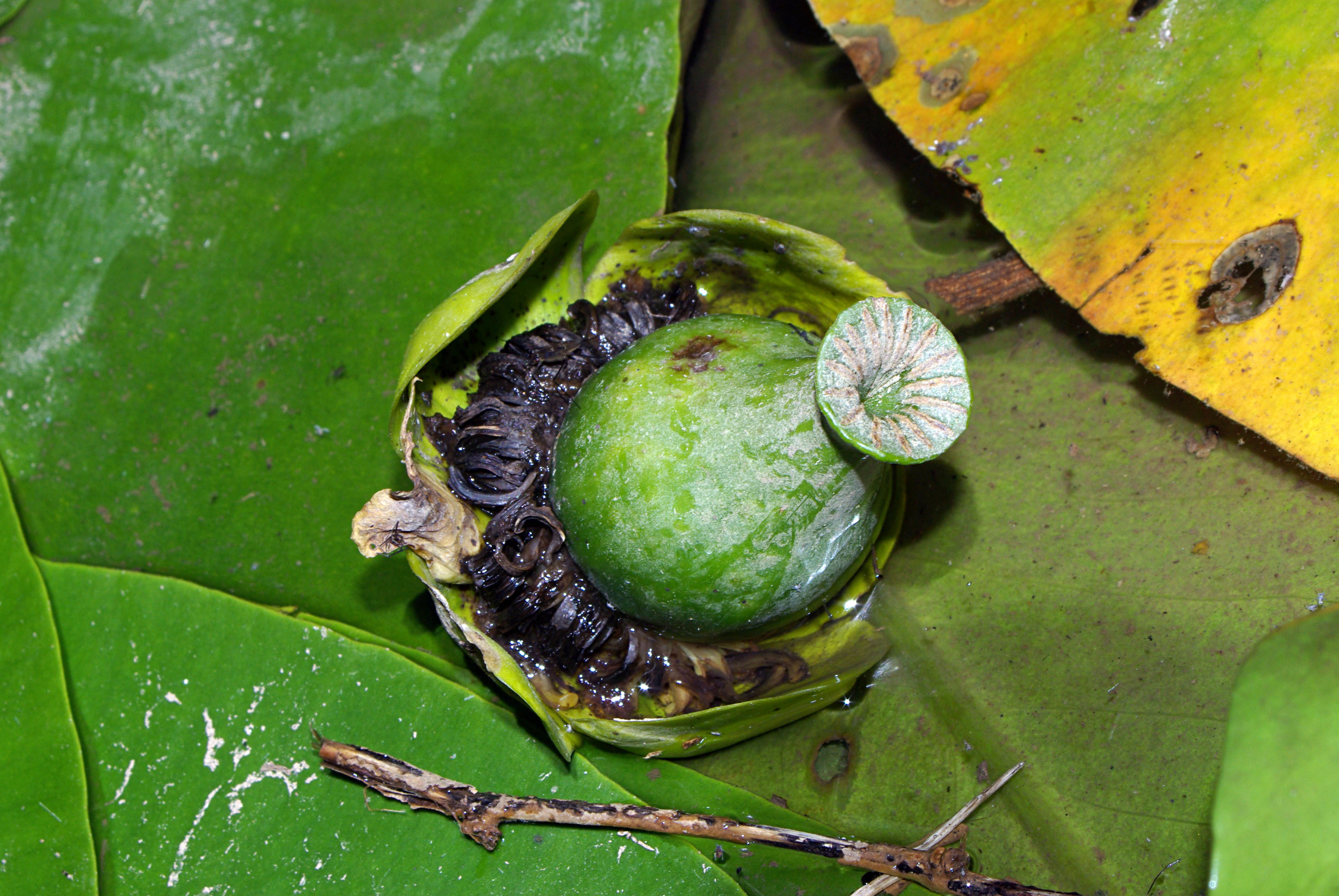
Plod stulíku žlutého

## Rozšíření
Rod stulík zahrnuje v závislosti na pojetí druhů asi 10 až 18 druhů. Je rozšířen v mírném pásu severní polokoule s výjimkou jediného druhu, rostoucího i v tropické Americe. V České republice se stejně jako v rámci celé Evropy vyskytují 2 druhy stulíku: stulík žlutý a vzácně i stulík malý. Byl zjištěn i kříženec obou druhů, zvaný stulík prostřední (Nuphar x spenneriana). Areál obou evropských druhů přesahuje daleko do Asie a vyskytují se i v Číně. Nejvíc druhů stulíku se vyskytuje v Severní Americe (celkem asi 8). Jediný druh stulíku, Nuphar advena, přesahuje i do tropické Ameriky (Mexiko a Kuba). V severní Africe (v Alžírsku) je zastoupen jediný druh, stulík žlutý, který sem přesahuje z Evropy.
Stulíky rostou ve stojatých nebo pomalu tekoucích sladkých vodách. Na rozdíl od leknínu stulíky většinou po vyklíčení ze semen rostou několik let jako ponořené rostliny a teprve potom se objevují na hladině a kvetou. Také v příliš rychle proudící vodě mohou mít i starší exempláře pouze podvodní listy.

## Ochrana přírody
Stulík malý (Nuphar pumila) je kriticky ohrožený a vymírající druh květeny ČR. Vyskytuje se pouze na několika lokalitách v jižních Čechách a na přilehlém území jihozápadní Moravy. Je chráněn zákonem v kategorii C1. Některé lokality leží ve veřejnosti nepřístupné 1. zóně Národního parku Šumava. Stulík žlutý (Nuphar lutea) je druh podstatně hojnější, přesto je veden v kategorii druhů vyžadujících další pozornost (C4).

## Význam
Mladé semenáče různých druhů stulíku jsou pěstovány jako akvarijní rostliny. Za nejkrásnější druh je považován severoamerický Nuphar sagittifolium, v Evropě se však objevuje vzácně. Z dalších druhů se pěstují oba evropské stulíky a asijský druh Nuphar japonicum. Stulíky se pěstují též v bazénech a vodních nádržích jako okrasné rostliny.